# Kanton Questembert
Questembert is een kanton van het Franse departement Morbihan. Het kanton maakt deel uit van het arrondissement Vannes.

## Gemeenten
Het kanton Questembert omvatte tot 2014 de volgende 8 gemeenten:
- Berric
- Le Cours
- Larré
- Lauzach
- Molac
- Péaule
- Pleucadeuc
- Questembert (hoofdplaats)

Na de herindeling van de kantons bij decreet van 21 februari 2014, met uitwerking op 22 maart 2015, omvat het volgende 16 gemeenten:
- Questembert
- Berric
- Caden
- Le Cours
- Elven
- Larré
- Lauzach
- Limerzel
- Malansac
- Molac
- Pluherlin
- Rochefort-en-Terre
- Saint-Gravé
- Sulniac
- Trédion
- La Vraie-Croix